# Geiselwind
Geiselwind è un comune tedesco di 2 736 abitanti, situato nel land della Baviera.